# Anton Endrös
Anton Endrös (* 15. Juni 1900 in Traunstein; † 20. Februar 1962 in Traunstein) war ein deutscher Arzt, Mitglied des NS-Ärztebunds und Gaukommissar.

## Leben
Endrös wurde in Traunstein als erster Sohn von Anton Endrös (Pädagoge) und seiner Frau Maria geboren und besuchte ab 1910 das Gymnasium in Freising. Ab 1917 war er im Kriegseinsatz in Frankreich, legte nach dem Krieg sein Abitur ab und begann ein Studium der Medizin. Als Student nahm er am fehlgeschlagenen Hitlerputsch am 9. November 1923 in München teil. Nach dem Abschluss seines Studiums arbeitete er als Landarzt in Inzell, heiratete dort und gründete im Jahre 1930 eine NSDAP-Ortsgruppe, zum 1. Januar 1931 trat er der Partei selbst bei (Mitgliedsnummer 389.698). In den Folgejahren trat Endrös als Redner für die Partei auf und wurde 1933 Kreisleiter. Gleichzeitig war er Mitglied im NS-Ärztebund.
1939 meldete sich Endrös freiwillig zum Kriegsdienst und wurde als Wehrmachtsarzt im Feldzug in Frankreich eingesetzt. Er wurde mit dem Kriegsverdienstkreuz II. Klasse ausgezeichnet. Im gleichen Jahr wurde er in den diplomatischen Dienst übernommen und in der Botschaft in der Slowakei eingesetzt. Im Februar 1945 begleitete er die slowakische Regierung auf der Flucht vor der Roten Armee nach Kremsmünster in Oberösterreich. Danach ging er nach Inzell zurück.
Am 4. Mai 1945 wurde Endrös von den Amerikanern verhaftet. Er blieb bis zum 24. August 1948 in verschiedenen Lagern interniert und wurde nach seiner Entnazifizierung entlassen. Während seiner Internierungszeit war Endrös in den Lagern als Arzt tätig. Ein von der Staatsanwaltschaft angestrengtes Wiederaufnahmeverfahren wurde am 2. August 1950 abgeschlossen.
Endrös arbeitete weiter als Arzt und starb am 20. Februar 1962 während der Heimfahrt nach einem Hausbesuch an den Folgen eines Autounfalls verursacht durch einen Herzanfall.

## Veröffentlichungen
- Brandfackeln im Bergdorf, Andree Verlag, Pressburg 1943.